# ذخیره‌گاه زیست‌کره دیمونیکا
ذخیره‌گاه زیست‌کره دیمونیکا (به لاتین: Dimonika Biosphere Reserve) یک ذخیره‌گاه زیست‌کره در جمهوری کنگو است که در بخش کویلو واقع شده‌است.